# واودویل
واودویل (به فرانسوی: Vaudéville) یک کمون در فرانسه است که در Canton of Épinal-Est واقع شده‌است.

## خصوصیات
واودویل ۳٫۲۲ کیلومترمربع مساحت و ۱۸۳ نفر جمعیت دارد و ۳۵۰ متر بالاتر از سطح دریا واقع شده‌است.